# Eza

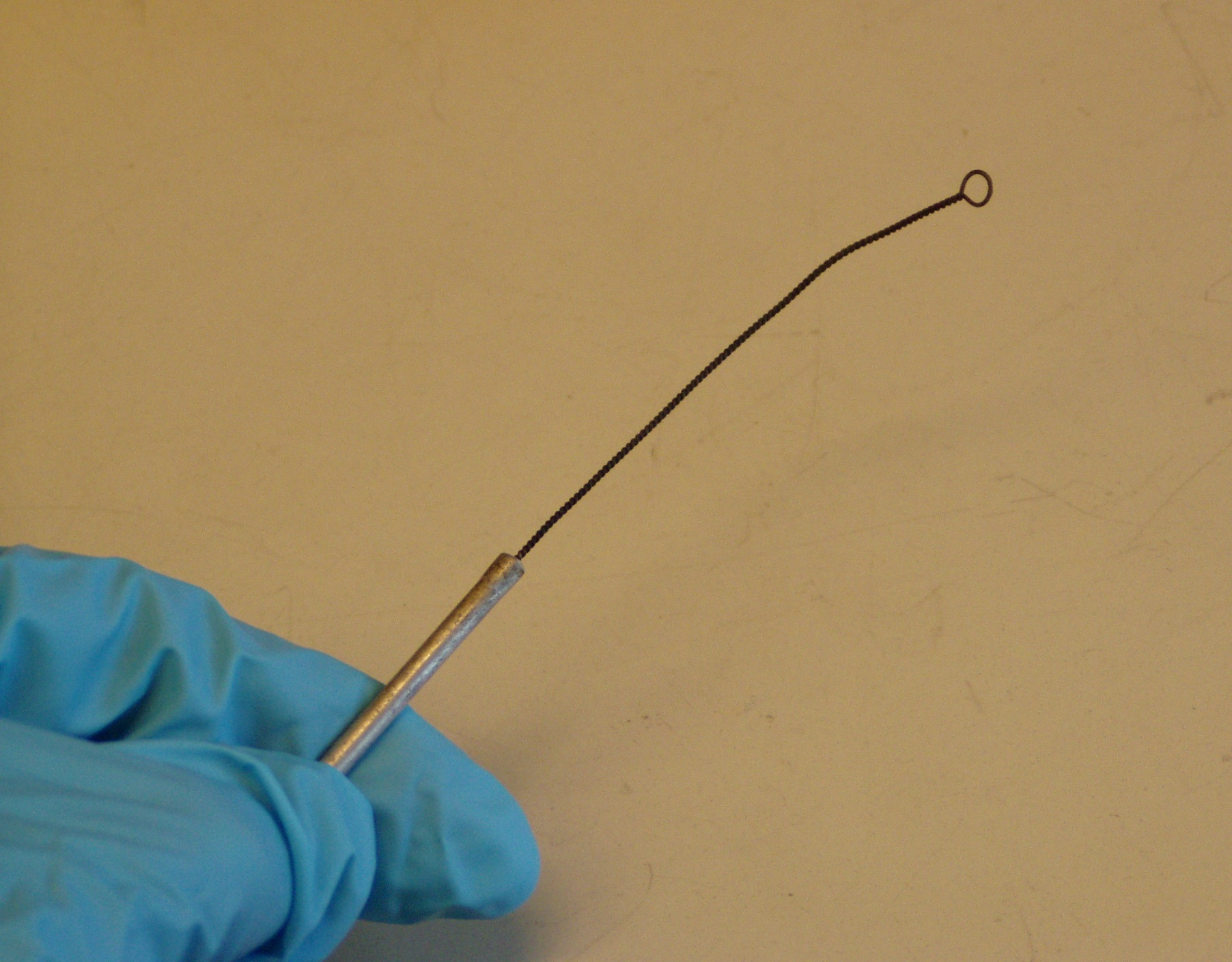
Eza, wygląd

Eza, dawniej pętla bakteriologiczna – prosty przyrząd używany w laboratoriach mikrobiologicznych do przenoszenia materiału mikrobiologicznego (zawiesiny bakterii lub próbki pobranej z kolonii bakteryjnej) z jednego podłoża mikrobiologicznego na inne. Eza zbliżona jest do igły preparacyjnej, ale zakończona jest tzw. oczkiem – drucianą pętelką. Ezy wykonuje się z platyny, drutu kantalowego lub plastiku (jednorazowe). Metalowe ezy sterylizuje się przed użyciem przez wyżarzenie w płomieniu palnika.
Ezy o ściśle określonej średnicy oczka (tzw. ezy kalibrowane) są wykorzystywane do określania stężenia pojedynczych komórek bakteryjnych (cfu) w roztworze, gdyż pobrana objętość zawiesiny mikrobiologicznej jest stała i określona. Ezy kalibrowane używane są przy technice Hoepricha.
Poza pobieraniem materiału i przenoszeniem go na podłoże mikrobiologiczne, ezy mogą być wykorzystywane także do innych manipulacji materiałem mikrobiologicznym, np. wykonania rozmazu bakterii przy przygotowywaniu preparatu mikroskopowego.

Przeczytaj ostrzeżenie dotyczące informacji medycznych i pokrewnych zamieszczonych w Wikipedii.